# Nuevos ensayos sobre el entendimiento humano
Nuevos ensayos sobre el entendimiento humano (en francés: Nouveaux essais sur l'entendement humain) es una refutación capítulo por capítulo por Gottfried Leibniz de la obra mayor de John Locke, Ensayo sobre el entendimiento humano.
Es uno de los únicos dos libros de larga duración en las obras de Leibniz (el otro es Théodicée). Fue terminado en 1704, pero la muerte de Locke fue la causa alegada por Leibniz para retener su publicación. El libro apareció unos sesenta años después. Al igual que muchas obras filosóficas de la época, está escrito en forma de diálogo.

## Contenido
Los dos interlocutores en el libro son Teófilo («amar a Dios» en griego), que representa los puntos de vista de Leibniz y Filaleteo («amar la verdad» en griego), que representa los de Locke. La famosa refutación a la tesis empirista sobre la procedencia de las ideas aparece al principio del libro II: «Nada hay en el entendimiento que no haya estado primero en los sentidos, a excepción del entendimiento mismo».